# Ars grammaticae Iaponicae linguae
L'Ars grammaticae Iaponicae linguae de Diego Collado est une description de la langue japonaise publiée en 1632 et qui essaye d'inscrire la grammaire japonaise dans le cadre grammatical du latin.